# انور تاورغی
انور تاورغی (انگلیسی: Anouer Taouerghi؛ زادهٔ ۱۷ اوت ۱۹۸۳) بازیکن والیبال اهل تونس است.